# Amado Nervo
Amado Nervo (Tepic - (Jalisco) avui Nayarit, 27 d'agost de 1870 - Montevideo (Uruguai), 24 de maig de 1919) fou un poeta, literat i prosista mexicà.
Feu els estudis en diversos col·legis i després en les universitats de Mèxic i París, i després fou professor per oposició de literatura en l'Escola Nacional Preparatòria de Mèxic. Més tard ingressà en la carrera diplomàtica, sent nomenat el 1905 segon secretari de la Legació de Mèxic a Madrid, el 1909 ascendí a primer secretari i després ministre plenipotenciari a Espanya.
Nervo fou un dels poetes americans més notables i les seves composicions són tan populars entre els poetes espanyols com els d'Amèrica Llatina. També fou un notable prosista i va col·laborar en la major part dels diaris americans i d'Espanya a la que considerava la seva segona pàtria
Com a diplomàtic, viatjà per Europa i Amèrica i encantà a tothom amb la seva sinceritat.
El 31 d'agost de 1901, trobà en el camí de la vida a la que seria la seva musa inspiradora, la musa del dolor, de la plena gràcia, de l'esperança. S'anomenava Ana i morí jove i bonica.
El poeta la cantà en els versos de La amada inmóvil (1920), el seu llibre pòstum.

La poesia d'Amado Nervo deia així:
| « | Pasó con su madre. ¡Qué rara belleza! ¡Qué rubios cabellos de trigo garzul! ¡Que ritmo en el paso! ¡Qué innata realeza de porte! ¡Qué formas bajo el fino tul!... Pasó con su madre. Volvió la cabeza: ¡Me clavó muy hondo su mirada azul! Quedé como en éxtasi... ..........................Con febril premura, "¡Síguela!", gritaron cuerpo y alma al par. ...Pero tuve miedo de amar con locura, de abrir mis heridas, que suelen sangrar, ¡Y no obstante toda mi sed de ternura, cerrando los ojos, la dejé pasar! | » |

## Obres

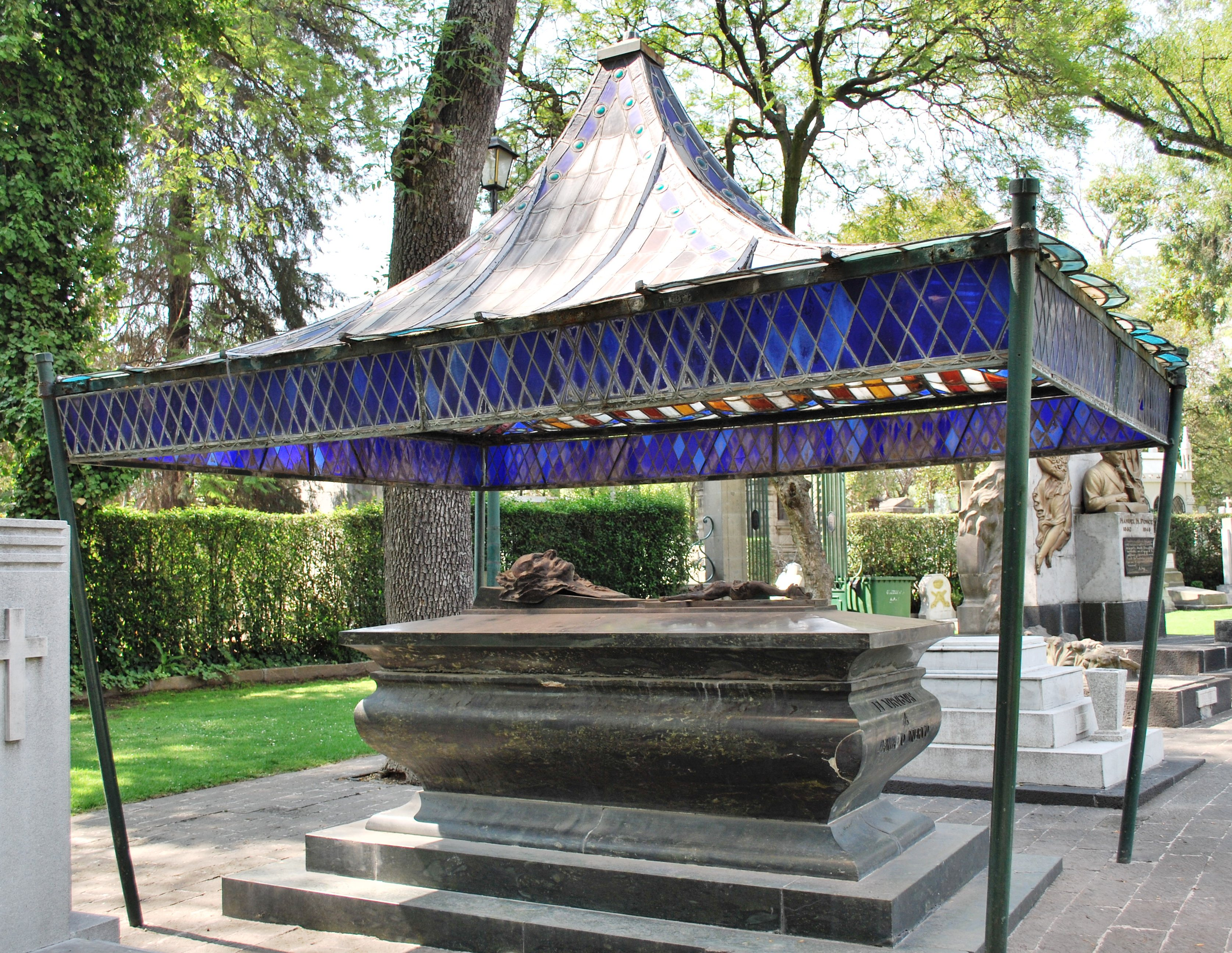
Tomba d'Amado Nervo al cementiri de Dolores (Mèxic D.F)

novel·les
- El bachiller
- Pascual Aguilera
- El domador de almas
- Un sueño
- El sexto sentido

Contes
- Almas que pasan
- Ellos
- Mis filosofias
- El éxodo y las flores del camino

Poesia
- Perlas negras
- Misticas
- Los jardines interiores
- Poemas
- Lira heroica
- En voz baja
- Adversidad
- Un libro para ella, etc.[1]